# Súlyemelés az 1904. évi nyári olimpiai játékokon
Az 1904. évi nyári olimpiai játékokon a súlyemelés még nem önálló sportágként szerepelt, a súlyemelő versenyszámokat az atlétikaversenyek keretein belül írták ki.
Ezen az olimpián ismét felvették a programba az előző olimpián elhagyott kétkaros súlyemelést, továbbá felvettek egy új versenyszámot is, amelyen a versenyzőknek tíz különböző egykaros súlyzógyakorlatot kellett bemutatniuk. A végső sorrend az ezekre a gyakorlatokra kapott pontszámok alapján alakult ki. Mindkét versenyszámot súlycsoportok nélkül rendezték.
A versenyeken magyar súlyemelők nem vettek részt. A legeredményesebb súlyemelő, az egyesült államokbeli Oscar Osthoff egy arany- és egy ezüstérmet nyert.

## Részt vevő nemzetek
Ezt a sportágat 2 nemzet összesen 5 versenyzőjének részvételével rendezték meg.
- Egyesült Államok (USA) (4)
- Görögország (GRE) (1)

## Éremtáblázat
A táblázatokban a rendező nemzet csapata eltérő háttérszínnel, az egyes számoszlopok legmagasabb értéke vagy értékei vastagítással kiemelve.
| Az 1904. évi nyári olimpiai játékok éremtáblázata súlyemelésben | Az 1904. évi nyári olimpiai játékok éremtáblázata súlyemelésben | Az 1904. évi nyári olimpiai játékok éremtáblázata súlyemelésben | Az 1904. évi nyári olimpiai játékok éremtáblázata súlyemelésben | Az 1904. évi nyári olimpiai játékok éremtáblázata súlyemelésben | Olimpia  |
| --------------------------------------------------------------- | --------------------------------------------------------------- | --------------------------------------------------------------- | --------------------------------------------------------------- | --------------------------------------------------------------- | -------- |
|                                                                 | Ország                                                          | Arany                                                           | Ezüst                                                           | Bronz                                                           | Összesen |
| 1.                                                              | Egyesült Államok (USA)                                          | 1                                                               | 2                                                               | 2                                                               | 5        |
| 2.                                                              | Görögország (GRE)                                               | 1                                                               | 0                                                               | 0                                                               | 1        |
|                                                                 |                                                                 |                                                                 |                                                                 |                                                                 |          |
| Összesen                                                        | Összesen                                                        | 2                                                               | 2                                                               | 2                                                               | 6        |

## Érmesek
| Az 1904. évi nyári olimpiai játékok érmesei súlyemelésben |                                                       |                                                        |                                                    |
| Versenyszám                                               | Arany                                                 | Ezüst                                                  | Bronz                                              |
| Kétkaros súlyemelés                                       | Periklísz Kakúszisz · Görögország (GRE) · (111,58 kg) | Oscar Osthoff · Egyesült Államok (USA) · (84,36 kg)    | Frank Kugler · Egyesült Államok (USA) · (79,83 kg) |
| Egykaros súlyzógyakorlatok                                | Oscar Osthoff · Egyesült Államok (USA) · (48 pont)    | Frederick Winters · Egyesült Államok (USA) · (45 pont) | Frank Kugler · Egyesült Államok (USA) · (10 pont)  |